# 海关金单位兑换券
海关金单位兑换券，简称“关金券”，是中华民国国民政府的海关用以计算税收的金本位单位。后来中央银行发行关金券，用以收纳关税，渐渐成为通货的一种。

## 背景
中国海关本来以白银征税，但是由于1929年（民國18年）世界银价大跌，金贵银贱，影响了海关的收入。1930年（民國19年）1月國民政府改用海关金单位收税，以0.601866克纯金（合0.4美元）为单位作标准计算，称“海关金单位”，价值为0.40美元。

## 發行
1931年（民國20年）5月中央银行发行关金兑换券，供缴纳关税。初时的关金券流通量有限。1942年（民國31年）2月，关金提高含金量至0.88861克纯金，即一关金等于一美元。同年4月，定关金为一元折合法币二十元，与法币自由兑换，并且同时在市面流通。之后法币快速贬值，政府亦发行大额关金券，成为比法币面额更高的货币。

## 新關金券
1947年（民國36年）1月16日，中央銀行發行新關金券，分250元及500元兩種，規定對法幣比例為1：20。:8268新關金券實係5,000元及10,000元法幣大鈔之替代品。:8268同日，財政部公佈實施攜帶國幣出口限制辦法。:8268在發行新關金券刺激下，漢口市場黃金飾金每兩陡增4萬元，其他物價亦隨之趨漲。:8269南京、上海金價亦漲，各地美鈔、港票亦被金價拉高。:8269中央銀行在上海拋售黃金，但仍求過於供，金價上漲不已。:8269
1948年（民國37年）金圆券发行前，最高面额的关金券面值为关金25万圆，相等于500万法币。1948年（民國37年）11月20日金圆券发行后，关金与法币同时停止流通。关金券总共流通17年半，期间正式发行的关金券种类有47种，未发行的有4种。

## 票樣

### 低面額鈔券
| 图案                                                  | 正面 | 背面 | 面值       | 發行日期           | 備註 |
| ----------------------------------------------------- | --- | --- | ---------- | ------------------ | --- |
| 直式關金拾分券 （gold cents.$ 10） 民國19年發行       | 紫色調 券面上刻示國父孫中山頭像、 「中央銀行、上海」、 「憑票即付」、「關金拾分」 「美國鈔票公司」、拾分、 發行年份等字樣。                             | 紫色調 券面上圖案使用上海海關大樓圖像及 註明面額數字10 CENTS、西元發行年份、 英文「TEN CENTS CUSTONS GOLD UNIT」、 「PROMISES TO PAY BEARER ON DEMAND ATITS OFFICE HERE」、 「THE CENTRAL BANK OF CHINA」 等說明文字。          | 拾分       | 民國19年（1930年） | 版別：美國鈔票公司版 印製年版：民國19年（1930年）。 發行地區：大陸地區 鈔券尺寸(毫米)：117 X 58。 此為關金券中面額最小之鈔券。 |
| 直式關金貳拾分券 （gold cents.$ 20） 民國19年發行     | 綠色調 券面上刻示國父孫中山頭像、 「中央銀行、上海」、 「憑票即付」、「關金二十分」 「美國鈔票公司」、貳拾分、 發行年份等字樣。                         | 綠色調 券面上圖案使用上海海關大樓圖像及 註明面額數字20 CENTS、西元發行年份、 英文「TWENTY CENTS CUSTONS GOLD UNIT」、 「PROMISES TO PAY BEARER ON DEMAND ATITS OFFICE HERE」、 「THE CENTRAL BANK OF CHINA」 等說明文字。       | 貳拾分     | 民國19年（1930年） | 版別：美國鈔票公司版 印製年版：民國19年（1930年）。 發行地區：大陸地區 鈔券尺寸(毫米)：129 X 65。 此為關金券中發行最早之鈔券。 |
| 直式關金壹圓券 （gold yuan.$ 1） 民國19年發行         | 淺咖啡色調 券面上刻示國父孫中山頭像、 「中央銀行、上海」、「壹」、 「憑票即付」、「關金壹圓」 「美國鈔票公司」、壹圓、 發行年份等字樣。                 | 淺咖啡色調 券面上圖案使用上海海關大樓圖像及 註明面額數字「1」、西元發行年份、 英文「ONE CUSTONS GOLD UNIT」、 「PROMISES TO PAY BEARER ON DEMAND ATITS OFFICE HERE」、 「THE CENTRAL BANK OF CHINA」 等說明文字。               | 壹圓       | 民國19年（1930年） | 版別：美國鈔票公司版 印製年版：民國19年（1930年）。 發行地區：大陸地區 鈔券尺寸(毫米)：150 X 73。                              |
| 直式關金伍圓券 （gold yuan.$ 5） 民國19年發行         | 深綠色調 券面上刻示國父孫中山頭像、 「中央銀行、上海」、「伍」、 「憑票即付」、「關金伍圓」 「美國鈔票公司」、伍圓、 發行年份等字樣。                   | 深綠色調 券面上圖案使用上海海關大樓圖像及 註明面額數字「5」、西元發行年份、 英文「FIVE CUSTONS GOLD UNIT」、 「PROMISES TO PAY BEARER ON DEMAND ATITS OFFICE HERE」、 「THE CENTRAL BANK OF CHINA」 等說明文字。                | 伍圓       | 民國19年（1930年） | 版別：美國鈔票公司版 印製年版：民國19年（1930年）。 發行地區：大陸地區 鈔券尺寸(毫米)：170 X 80。                              |
| 直式關金拾圓券 （gold yuan.$ 10） 民國19年發行        | 深綠色調 券面上刻示國父孫中山頭像、 「中央銀行、上海」、「拾」、 「憑票即付」、「關金拾圓」 「美國鈔票公司」、拾圓、 發行年份等字樣。                   | 深綠色調 券面上圖案使用上海海關大樓圖像及 註明面額數字「10」、西元發行年份、 英文「TEN CUSTONS GOLD UNIT」、 「PROMISES TO PAY BEARER ON DEMAND ATITS OFFICE HERE」、 「THE CENTRAL BANK OF CHINA」 等說明文字。                | 拾圓       | 民國19年（1930年） | 版別：美國鈔票公司版 印製年版：民國19年（1930年）。 發行地區：大陸地區 鈔券尺寸(毫米)：192 X 87。                              |
| 直式關金貳拾圓券 （gold yuan.$ 20） 民國19年發行      | 綠色調 券面上刻示國父孫中山頭像、 「中央銀行、上海」、「貳拾」、 「憑票即付」、「關金貳拾圓」 「美國鈔票公司」、貳拾圓、 發行年份等字樣。               | 綠色調 券面上圖案使用上海海關大樓圖像及 註明面額數字「20」、西元發行年份、 英文「TWENTY CUSTONS GOLD UNIT」、 「PROMISES TO PAY BEARER ON DEMAND ATITS OFFICE HERE」、 「THE CENTRAL BANK OF CHINA」 等說明文字。               | 貳拾圓     | 民國19年（1930年） | 版別：美國鈔票公司版 印製年版：民國19年（1930年）。 發行地區：大陸地區 鈔券尺寸(毫米)：191 X 88。                              |
| 直式關金壹佰圓券 （gold yuan.$ 100） 民國19年發行     | 紅色調 券面上刻示國父孫中山頭像、 「中央銀行、上海」、「壹佰」、 「憑票即付」、「關金壹佰圓」 「美國鈔票公司」、壹佰圓、 發行年份等字樣。               | 紅色調 券面上圖案使用上海海關大樓圖像及 註明面額數字「100」、西元發行年份、 英文「ONE HUNDRED CUSTONS GOLD UNIT」、 「PROMISES TO PAY BEARER ON DEMAND ATITS OFFICE HERE」、 「THE CENTRAL BANK OF CHINA」 等說明文字。         | 壹佰圓     | 民國19年（1930年） | 版別：美國鈔票公司版 印製年版：民國19年（1930年）。 發行地區：大陸地區 鈔券尺寸(毫米)：192 X 87。                              |
| 直式關金貳佰伍拾圓券 （gold yuan.$ 250） 民國19年發行 | 咖啡色調 券面上刻示國父孫中山頭像、 「中央銀行、上海」、「貳佰伍拾」、 「憑票即付」、「關金貳佰伍拾圓」 「美國鈔票公司」、貳佰伍拾圓、 發行年份等字樣。 | 咖啡色調 券面上圖案使用上海海關大樓圖像及 註明面額數字「250」、西元發行年份、 英文「TWO HUNDRED FIFTY CUSTONS GOLD UNIT」、 「PROMISES TO PAY BEARER ON DEMAND ATITS OFFICE HERE」、 「THE CENTRAL BANK OF CHINA」 等說明文字。 | 貳佰伍拾圓 | 民國19年（1930年） | 版別：美國鈔票公司版 印製年版：民國19年（1930年）。 發行地區：大陸地區 鈔券尺寸(毫米)：162 X 77。                              |
| 直式關金伍佰圓券 （gold yuan.$ 500） 民國19年發行     | 藍色調 券面上刻示國父孫中山頭像、 「中央銀行、上海」、「伍佰」、 「憑票即付」、「關金伍佰圓」 「美國鈔票公司」、伍佰圓、 發行年份等字樣。               | 藍色調 券面上圖案使用上海海關大樓圖像及 註明面額數字「500」、西元發行年份、 英文「FIVE HUNDRED CUSTONS GOLD UNIT」、 「PROMISES TO PAY BEARER ON DEMAND ATITS OFFICE HERE」、 「THE CENTRAL BANK OF CHINA」 等說明文字。        | 伍佰圓     | 民國19年（1930年） | 版別：美國鈔票公司版 印製年版：民國19年（1930年）。 發行地區：大陸地區 鈔券尺寸(毫米)：162 X 77。                              |
| 直式關金伍佰圓券 （gold yuan.$ 500） 民國36年發行     | 深藍色調 券面上刻示國父孫中山頭像、 「中央銀行、上海」、「伍佰」、 「憑票即付」、「關金伍佰圓」 「美國鈔票公司」、 發行年份等字樣。                     | 深藍色調 券面上圖案使用上海海關大樓圖像及 註明面額數字「500」、西元發行年份、 英文「FIVE HUNDRED CUSTONS GOLD UNIT」、 「PROMISES TO PAY BEARER ON DEMAND ATITS OFFICE HERE」、 「THE CENTRAL BANK OF CHINA」 等說明文字。      | 伍佰圓     | 民國36年（1947年） | 版別：美國鈔票公司版 印製年版：民國36年（1947年）。 發行地區：大陸地區 鈔券尺寸(毫米)：147 X 62。                              |
| 直式關金伍佰圓券 （gold yuan.$ 500） 民國36年發行     | 綠色調 券面上刻示國父孫中山頭像、 「中央銀行」、「伍佰」、 「關金伍佰圓」 「美商保安鈔票公司」、 發行年份等字樣。                                       | 綠色調 券面上圖案使用上海海關大樓圖像及 註明面額數字「500」、西元發行年份、 英文「FIVE HUNDRED CUSTONS GOLD UNIT」、 「THE CENTRAL BANK OF CHINA」 等說明文字。                                                                 | 伍佰圓     | 民國36年（1947年） | 版別：美商保安鈔票公司版 印製年版：民國36年（1947年）。 發行地區：大陸地區 鈔券尺寸(毫米)：155 X 63。                          |
| 橫式關金伍佰圓券 （gold yuan.$ 500） 民國36年發行     | 藍色調 券面上刻示國父孫中山頭像、 「中央銀行」、「伍佰」、 「關金伍佰圓」 「英國華德路公司製」、 發行年份等字樣。                                       | 咖啡色調 券面上圖案使用上海海關大樓圖像及 註明面額數字「500」、 英文「FIVE HUNDRED CUSTONS GOLD UNIT」、 「THE CENTRAL BANK OF CHINA」 等說明文字。                                                                             | 伍佰圓     | 民國36年（1947年） | 版別：英國華德路公司版 印製年版：民國36年（1947年）。 發行地區：大陸地區 鈔券尺寸(毫米)：157 X 62。                            |

### 高面額鈔券
| 图案                                                      | 正面 | 背面 | 面值       | 發行日期           | 備註 |
| --------------------------------------------------------- | --- | --- | ---------- | ------------------ | --- |
| 直式關金壹仟圓券 （gold yuan.$ 1,000） 民國19年發行       | 深綠色調 券面上刻示國父孫中山頭像、 「中央銀行」、「壹仟」、 「關金壹仟圓」、發行年份 等字樣。                                            | 深綠色調 券面上圖案使用上海海關大樓圖像及 註明面額數字「1000」、 英文「ONE THOUSAND CUSTONS GOLD UNIT」、 「THE CENTRAL BANK OF CHINA」 等說明文字。                                                                      | 壹仟圓     | 民國36年（1947年） | 版別：大業公司版 印製年版：民國36年（1947年）。 發行地區：大陸地區 鈔券尺寸(毫米)：156 X 65。 壹仟圓券正、背面皆以平版印刷， 尤其背面中央隔色花心，以橫向 印刷。                                                     |
| 直式關金壹仟圓券 （gold yuan.$ 1,000） 民國19年發行       | 深綠色調 券面上刻示國父孫中山頭像、 「中央銀行」、「壹仟」、 「關金壹仟圓」、發行年份、 「中華書局有限公司」等字樣。                      | 深綠色調 券面上圖案使用上海海關大樓圖像及 註明面額數字「1000」、 英文「ONE THOUSAND CUSTONS GOLD UNIT」、 「THE CENTRAL BANK OF CHINA」 等說明文字。                                                                      | 壹仟圓     | 民國36年（1947年） | 版別：中華書局版 印製年版：民國36年（1947年）。 發行地區：大陸地區 鈔券尺寸(毫米)：155 X 65。 |
| 直式關金貳仟圓券 （gold yuan.$ 2,000） 民國36年發行       | 綠色調 券面上刻示國父孫中山頭像、 「中央銀行」、「貳仟」、 「關金貳仟圓」、發行年份 等字樣。                                              | 綠色調 券面上圖案使用上海海關大樓圖像及 註明面額數字「2000」、 英文「TWO THOUSAND CUSTONS GOLD UNIT」、 「THE CENTRAL BANK OF CHINA」 等說明文字。                                                                        | 貳仟圓     | 民國36年（1947年） | 版別：大業公司版 印製年版：民國36年（1947年）。 發行地區：大陸地區 鈔券尺寸(毫米)：165 X 73。 此券正面為凹版印刷，中間 採用藍、橙隔色套印玫瑰紅， 形成華麗之花心，下面年代 兩側之網紋內則隱藏有「中」、 「印」二字。 |
| 直式關金貳仟圓券 （gold yuan.$ 2,000） 民國36年發行       | 橙色調 券面上刻示國父孫中山頭像、 「中央銀行、上海」、「貳仟」、 「憑票即付」、「關金貳仟圓」 「美國鈔票公司」、 發行年份等字樣。         | 橙色調 券面上圖案使用上海海關大樓圖像及 註明面額數字「2000」、西元發行年份、 英文「TWO THOUSAND CUSTONS GOLD UNIT」、 「PROMISES TO PAY BEARER ON DEMAND ATITS OFFICE HERE」、 「THE CENTRAL BANK OF CHINA」 等說明文字。 | 貳仟圓     | 民國36年（1947年） | 版別：美國鈔票公司版 印製年版：民國36年（1947年）。 發行地區：大陸地區 鈔券尺寸(毫米)：147 X 62。 |
| 直式關金貳仟圓券 （gold yuan.$ 2,000） 民國36年發行       | 深藍色調 券面上刻示國父孫中山頭像、 「中央銀行」、「貳仟」、 「關金貳仟圓」 「英國德納羅公司製」、 發行年份等字樣。                       | 深藍色調 券面上圖案使用上海海關大樓圖像及 註明面額數字「2000」、 英文「TWO THOUSAND CUSTONS GOLD UNIT」、 「THE CENTRAL BANK OF CHINA」 西元發行年等說明文字。                                                            | 貳仟圓     | 民國36年（1947年） | 版別：英國德納羅公司版 印製年版：民國36年（1947年）。 發行地區：大陸地區 鈔券尺寸(毫米)：147 X 62。 |
| 直式關金貳仟圓券 （gold yuan.$ 2,000） 民國36年發行       | 咖啡色調 券面上刻示國父孫中山頭像、 「中央銀行」、「貳仟」、 「關金貳仟圓」、發行年份、 「中華書局有限公司」等字樣。                      | 咖啡色調 券面上圖案使用上海海關大樓圖像及 註明面額數字「2000」、 英文「TWO THOUSAND CUSTONS GOLD UNIT」、 「THE CENTRAL BANK OF CHINA」 西元發行年等說明文字。                                                            | 貳仟圓     | 民國36年（1947年） | 版別：中華書局版 印製年版：民國36年（1947年）。 發行地區：大陸地區 鈔券尺寸(毫米)：150 X 62。 |
| 直式關金貳仟圓券 （gold yuan.$ 2,000） 民國36年發行       | 淺咖啡色調 券面上刻示國父孫中山頭像、 「中央銀行」、「貳仟」、 「關金貳仟圓」 「美商保安鈔票公司」、 發行年份等字樣。                     | 淺咖啡色調 券面上圖案使用上海海關大樓圖像及 註明面額數字「2000」、西元發行年份、 英文「TWO THOUSAND CUSTONS GOLD UNIT」、 「THE CENTRAL BANK OF CHINA」 等說明文字。                                                      | 貳仟圓     | 民國36年（1947年） | 版別：美商保安鈔票公司版 印製年版：民國36年（1947年）。 發行地區：大陸地區 鈔券尺寸(毫米)：155 X 63。 |
| 直式關金貳仟圓券 （gold yuan.$ 2,000） 民國37年發行       | 橙色調 券面上刻示國父孫中山頭像、 花紋圖樣、 「中央銀行」、「貳仟」、 「關金貳仟圓」、發行年份、 「中央印製廠版」等字樣。                 | 橙色調 券面上圖案使用上海海關大樓圖像及 註明面額數字「2000」、西元發行年份 英文「TWO THOUSAND CUSTONS GOLD UNIT」、 「THE CENTRAL BANK OF CHINA」 等說明文字。                                                            | 貳仟圓     | 民國37年（1948年） | 版別：中央印製廠版 印製年版：民國37年（1948年）。 發行地區：大陸地區 鈔券尺寸(毫米)：154 X 63。 |
| 直式關金貳仟伍佰圓券 （gold yuan.$ 2,500） 民國36年發行   | 深綠色調 券面上刻示國父孫中山頭像、 「中央銀行」、「貳仟伍佰」、 「關金貳仟伍佰圓」、發行年份、 「中華書局有限公司」等字樣。              | 深綠色調 券面上圖案使用上海海關大樓圖像及 註明面額數字「2000」、 英文「TWO THOUSAND FIVE HUNDRED CUSTONS GOLD UNIT」、 「THE CENTRAL BANK OF CHINA」 西元發行年等說明文字。                                               | 貳仟伍佰圓 | 民國36年（1947年） | 版別：中華書局版 印製年版：民國36年（1947年）。 發行地區：大陸地區 鈔券尺寸(毫米)：155 X 64。 |
| 直式關金貳仟伍佰圓券 （gold yuan.$ 2,500） 民國37年發行   | 咖啡色調 券面上刻示國父孫中山頭像、 橢圓旋轉紋圖樣、 「中央銀行」、「貳仟伍佰」、 「關金貳仟伍佰圓」、發行年份、 「中央印製廠版」等字樣。 | 咖啡色調 券面上圖案使用上海海關大樓圖像及 註明面額數字「2500」、 英文「TWO THOUSAND FIVE HUNDRED CUSTONS GOLD UNIT」、 「THE CENTRAL BANK OF CHINA」 等說明文字。                                                         | 貳仟伍佰圓 | 民國37年（1948年） | 版別：中央印製廠版 印製年版：民國37年（1948年）。 發行地區：大陸地區 鈔券尺寸(毫米)：156 X 63。 |
| 直式關金伍仟圓券 （gold yuan.$ 5,000） 民國36年發行       | 深綠色調 券面上刻示國父孫中山頭像、 「中央銀行」、「伍仟」、 「關金伍仟圓」、發行年份、 「中央印製廠版」等字樣。                          | 深綠色調 券面上圖案使用上海海關大樓圖像及 註明面額數字「5000」、 英文「FIVE THOUSAND CUSTONS GOLD UNIT」、 「THE CENTRAL BANK OF CHINA」 西元發行年等說明文字。                                                           | 伍仟圓     | 民國36年（1947年） | 版別：中央印製廠版 印製年版：民國36年（1947年）。 發行地區：大陸地區 鈔券尺寸(毫米)：161 X 74。 |
| 直式關金伍仟圓券 （gold yuan.$ 5,000） 民國36年發行       | 深咖啡色調 券面上刻示國父孫中山頭像、 饕餮紋圖樣、 「中央銀行」、「伍仟」、 「關金伍仟圓」、發行年份、 「中央印製廠版」等字樣。           | 深咖啡色調 券面上圖案使用上海海關大樓圖像及 註明面額數字「5000」、 英文「FIVE THOUSAND CUSTONS GOLD UNIT」、 「THE CENTRAL BANK OF CHINA」 西元發行年等說明文字。                                                         | 伍仟圓     | 民國36年（1947年） | 版別：中央印製廠版 印製年版：民國36年（1947年）。 發行地區：大陸地區 鈔券尺寸(毫米)：166 X 73。 |
| 直式關金伍仟圓券 （gold yuan.$ 5,000） 民國36年發行       | 紅色調 券面上刻示國父孫中山頭像、 捲雲紋圖樣、 「中央銀行」、「伍仟」、 「關金伍仟圓」、發行年份、 「中央印製廠版」等字樣。               | 紅色調 券面上圖案使用上海海關大樓圖像及 註明面額數字「5000」、 英文「FIVE THOUSAND CUSTONS GOLD UNIT」、 「THE CENTRAL BANK OF CHINA」 西元發行年等說明文字。                                                             | 伍仟圓     | 民國36年（1947年） | 版別：中央印製廠版 印製年版：民國36年（1947年）。 發行地區：大陸地區 鈔券尺寸(毫米)：163 X 73。 |
| 直式關金伍仟圓券 （gold yuan.$ 5,000） 民國36年發行       | 咖啡色調 券面上刻示國父孫中山頭像、 橢圓旋轉紋圖樣、 「中央銀行」、「伍仟」、 「關金伍仟圓」 「英國德納羅公司製」、 發行年份等字樣。      | 咖啡色調 券面上圖案使用上海海關大樓圖像及 註明面額數字「5000」、 英文「FIVE THOUSAND CUSTONS GOLD UNIT」、 「THE CENTRAL BANK OF CHINA」 西元發行年等說明文字。                                                           | 伍仟圓     | 民國36年（1947年） | 版別：英國德納羅公司版 印製年版：民國36年（1947年）。 發行地區：大陸地區 鈔券尺寸(毫米)：147 X 62。 |
| 直式關金伍仟圓券 （gold yuan.$ 5,000） 民國36年發行       | 深咖啡色調 券面上刻示國父孫中山頭像、 「中央銀行」、「伍仟」、 「關金伍仟圓」、發行年份、 「中華書局有限公司」等字樣。                    | 綠色調 券面上圖案使用上海海關大樓圖像及 註明面額數字「5000」、 英文「FIVE THOUSAND CUSTONS GOLD UNIT」、 「THE CENTRAL BANK OF CHINA」 西元發行年等說明文字。                                                             | 伍仟圓     | 民國36年（1947年） | 版別：中華書局版 印製年版：民國36年（1947年）。 發行地區：大陸地區 鈔券尺寸(毫米)：149 X 62。 |
| 直式關金伍仟圓券 （gold yuan.$ 5,000） 民國37年發行       | 深紫色調 券面上刻示國父孫中山頭像、 花紋圖樣、 「中央銀行」、「伍仟」、 「關金伍仟圓」、發行年份、 「中央印製廠版」等字樣。               | 深紫色調 券面上圖案使用上海海關大樓圖像及 註明面額數字「5000」、 英文「FIVE THOUSAND CUSTONS GOLD UNIT」、 「THE CENTRAL BANK OF CHINA」 等說明文字。                                                                     | 伍仟圓     | 民國37年（1948年） | 版別：中央印製廠版 印製年版：民國37年（1948年）。 發行地區：大陸地區 鈔券尺寸(毫米)：154 X 63。 |
| 直式關金伍仟圓券 （gold yuan.$ 5,000） 民國37年發行       | 紫色調 券面上刻示國父孫中山頭像、 「中央銀行」、「伍仟」、 「關金伍仟圓」 「美國鈔票公司」、 發行年份等字樣。                             | 紫色調 券面上圖案使用上海海關大樓圖像及 註明面額數字「5000」、西元發行年份、 英文「FIVE THOUSAND CUSTONS GOLD UNIT」、 「THE CENTRAL BANK OF CHINA」 等說明文字。                                                         | 伍仟圓     | 民國37年（1948年） | 版別：美國鈔票公司版 印製年版：民國37年（1948年）。 發行地區：大陸地區 鈔券尺寸(毫米)：146 X 63。 |
| 直式關金伍仟圓券 （gold yuan.$ 5,000） 民國37年發行       | 藍紫色調 券面上刻示國父孫中山頭像、 四朵花紋圖樣、 「中央銀行」、「伍仟」、 「關金伍仟圓」 「美商保安鈔票公司」、 發行年份等字樣。        | 藍紫色調 券面上圖案使用上海海關大樓圖像及 註明面額數字「5000」、西元發行年份、 英文「FIVE THOUSAND CUSTONS GOLD UNIT」、 「THE CENTRAL BANK OF CHINA」 等說明文字。                                                       | 伍仟圓     | 民國37年（1948年） | 版別：美商保安鈔票公司版 印製年版：民國37年（1948年）。 發行地區：大陸地區 鈔券尺寸(毫米)：155 X 63。 |
| 直式關金伍仟圓券 （gold yuan.$ 5,000） 民國37年發行       | 藍色調 券面上刻示國父孫中山頭像、 放射紋圖樣、 「中央銀行」、「伍仟」、 「關金伍仟圓」、發行年份、 「中華書局有限公司」等字樣。           | 藍色調 券面上圖案使用上海海關大樓圖像及 註明面額數字「5000」、西元發行年份 英文「FIVE THOUSAND CUSTONS GOLD UNIT」、 「THE CENTRAL BANK OF CHINA」 等說明文字。                                                           | 伍仟圓     | 民國37年（1948年） | 版別：中華書局版 印製年版：民國37年（1948年）。 發行地區：大陸地區 鈔券尺寸(毫米)：155 X 64。 |
| 直式關金壹萬圓券 （gold yuan.$ 10,000） 民國36年發行      | 藍色調 券面上刻示國父孫中山頭像、 橢圓旋轉紋圖樣、 「中央銀行」、「壹萬」、 「關金壹萬圓」 「英國德納羅公司製」、 發行年份等字樣。        | 藍色調 券面上圖案使用上海海關大樓圖像及 註明面額數字「10,000」、 英文「TEN THOUSAND CUSTONS GOLD UNIT」、 「THE CENTRAL BANK OF CHINA」 西元發行年等說明文字。                                                            | 壹萬圓     | 民國36年（1947年） | 版別：英國德納羅公司版 印製年版：民國36年（1947年）。 發行地區：大陸地區 鈔券尺寸(毫米)：147 X 62。 |
| 直式關金壹萬圓券 （gold yuan.$ 10,000） 民國37年發行      | 深藍色調 券面上刻示國父孫中山頭像、 四方放射紋圖樣、 「中央銀行」、「壹萬」、 「關金壹萬圓」 「美商保安鈔票公司」、 發行年份等字樣。      | 深藍色調 券面上圖案使用上海海關大樓圖像及 註明面額數字「10000」、 英文「TEN THOUSAND CUSTONS GOLD UNIT」、 「THE CENTRAL BANK OF CHINA」 等說明文字。                                                                     | 壹萬圓     | 民國37年（1948年） | 版別：美商保安鈔票公司版 印製年版：民國37年（1948年）。 發行地區：大陸地區 鈔券尺寸(毫米)：156 X 63。 |
| 直式關金壹萬圓券 （gold yuan.$ 10,000） 民國37年發行      | 深藍色調 券面上刻示國父孫中山頭像、 「中央銀行」、「壹萬」、 「關金壹萬圓」、發行年份、 「中央印製廠版」等字樣。                          | 深藍色調 券面上圖案使用上海海關大樓圖像及 註明面額數字「10000」、 英文「TEN THOUSAND CUSTONS GOLD UNIT」、 「THE CENTRAL BANK OF CHINA」 等說明文字。                                                                     | 壹萬圓     | 民國37年（1948年） | 版別：中央印製廠版 印製年版：民國37年（1948年）。 發行地區：大陸地區 鈔券尺寸(毫米)：156 X 63。 |
| 直式關金貳萬伍仟圓券 （gold yuan.$ 25,000） 民國37年發行  | 綠色調 券面上刻示國父孫中山頭像、 雙色花紋圖樣、 「中央銀行」、「貳萬伍仟」、 「關金貳萬伍仟圓」、發行年份、 「中央印製廠」等字樣。       | 綠色調 券面上圖案使用上海海關大樓圖像及 註明面額數字「25000」、 英文「TWENTY FIVE THOUSAND CUSTONS GOLD UNIT」、 「THE CENTRAL BANK OF CHINA」 等說明文字。                                                               | 貳萬伍仟圓 | 民國37年（1948年） | 版別：中央印製廠版 印製年版：民國37年（1948年）。 發行地區：大陸地區 鈔券尺寸(毫米)：156 X 63。 |
| 直式關金貳萬伍仟圓券 （gold yuan.$ 25,000） 民國37年發行  | 淺咖啡色調 券面上刻示國父孫中山頭像、 「中央銀行」、「貳萬伍仟」、 「關金貳萬伍仟圓」 「美國鈔票公司」、 發行年份等字樣。                 | 淺咖啡色調 券面上圖案使用上海海關大樓圖像及 註明面額數字「25,000」、西元發行年份、 英文「TWENTY FIVE THOUSAND CUSTONS GOLD UNIT」、 「THE CENTRAL BANK OF CHINA」 等說明文字。                                            | 貳萬伍仟圓 | 民國37年（1948年） | 版別：美國鈔票公司版 印製年版：民國37年（1948年）。 發行地區：大陸地區 鈔券尺寸(毫米)：146 X 63。 |
| 直式關金貳萬伍仟圓券 （gold yuan.$ 25,000） 民國37年發行  | 棕紅色調 券面上刻示國父孫中山頭像、 放射紋圖樣、 「中央銀行」、「貳萬伍仟」、 「關金貳萬伍仟圓」、發行年份、 「中華書局有限公司」等字樣。 | 棕紅色調 券面上圖案使用上海海關大樓圖像及 註明面額數字「25000」、西元發行年份 英文「TWENTY FIVE THOUSAND CUSTONS GOLD UNIT」、 「THE CENTRAL BANK OF CHINA」 等說明文字。                                                 | 貳萬伍仟圓 | 民國37年（1948年） | 版別：中華書局版 印製年版：民國37年（1948年）。 發行地區：大陸地區 鈔券尺寸(毫米)：152 X 64。 |
| 直式關金伍萬圓券 （gold yuan.$ 50,000） 民國37年發行      | 紅色調 券面上刻示國父孫中山頭像、 四方雲與放射紋圖樣、 「中央銀行」、「伍萬」、 「關金伍萬圓」、發行年份、 「中央印製廠」等字樣。         | 紅色調 券面上圖案使用上海海關大樓圖像及 註明面額數字「50000」、 英文「FIFTY THOUSAND CUSTONS GOLD UNIT」、 「THE CENTRAL BANK OF CHINA」 等說明文字。                                                                     | 伍萬圓     | 民國37年（1948年） | 版別：中央印製廠版 印製年版：民國37年（1948年）。 發行地區：大陸地區 鈔券尺寸(毫米)：156 X 62。 |
| 直式關金伍萬圓券 （gold yuan.$ 50,000） 民國37年發行      | 橙色調 券面上刻示國父孫中山頭像、 蝠形與放射紋圖樣、 「中央銀行」、「伍萬」、 「關金伍萬圓」、發行年份、 「中央印製廠」等字樣。           | 橙色調 券面上圖案使用上海海關大樓圖像及 註明面額數字「50000」、 英文「FIFTY THOUSAND CUSTONS GOLD UNIT」、 「THE CENTRAL BANK OF CHINA」 等說明文字。                                                                     | 伍萬圓     | 民國37年（1948年） | 版別：中央印製廠版 印製年版：民國37年（1948年）。 發行地區：大陸地區 鈔券尺寸(毫米)：161 X 70。 |
| 直式關金貳拾伍萬圓券 （gold yuan.$ 250,000） 民國37年發行 | 棕紅色調 券面上刻示國父孫中山頭像、 四方捲雲紋圖樣、 「中央銀行」、「貳拾伍萬」、 「關金貳拾伍萬圓」、發行年份、 「中央印製廠版」等字樣。 | 棕紅色調 券面上圖案使用上海海關大樓圖像及 註明面額數字「250000」、 英文「TWO HUNDRED FIFTY THOUSAND CUSTONS GOLD UNIT」、 「THE CENTRAL BANK OF CHINA」 等說明文字。                                                      | 貳拾伍萬圓 | 民國37年（1948年） | 版別：中央印製廠版 印製年版：民國37年（1948年）。 發行地區：大陸地區 鈔券尺寸(毫米)：150 X 63。 受到法幣貶值之影響， 陸續發行大面額關金券， 此券為關金券面額最高之鈔券。                                             |